# 泰国草药
泰国草药（泰語：สมุนไพรไทย；英語：Thai Healers），是泰國傳統醫學所使用的草藥。泰国地处热带，一年四季阳光充足，气候适合多种奇特草药生长，因此泰国自然医学也相当发达，其中不乏泰国独有的草药，比如：泰国野葛根、泰国艳紫铆、泰国莪术等上百种泰国独有品种。

## 歷史
当时的君主采用高度集权统治国家，有效地将泰王朝当时的宗教，艺术，医学，农业等方面的精华集中收录保存下来。因此阿育塔亚王朝时期也成为了泰国历史上艺术及医学发展最兴盛的时期，其影响久远。
尤其在医学方面，对泰国奇花异草的运用技术，在这个时期日臻成熟，因此这一时期产生了很多影响至今的传世古方。其中就包括阿育塔亚-力大师。
在1540年的时候，邻国缅甸为了抢夺当时泰王朝的国宝——白象，不断地发起对泰王朝的战争，泰王朝的将士们在常年争战中，精神长期处于高度紧张状态，身心疲惫不堪。当时宫廷的泰医们就用泰国独有的กวาวเครือแดง  ชื่อวิทยาศาสตร์ ม้ากระทืบโรง ฝางแดง โกฐจุฬาลัมพา 等几味“男人草药”熬给士兵们喝，使泰国士兵精力充沛，生龙活虎，这就是后来泰国著名的男性强壮身体配方的起始。
在泰国民间有关于草药的流传集中在一个名叫Jivaka Kaumara-Bhrtya传统医学大师，他在佛陀时代是泰国东北部的一个著名寺庙的僧人，潜心于泰国奇花异草对人类疾病健康的帮助，在佛陀（Siddhattha Gotama）的帮助下获得了更多草药知识的一个机会，作为一个僧人医生，他奉献了他一生治愈治愈了千千万万个泰国人民。
在他圆寂之后，他一生中的很多徒弟继续发扬他的遗产文化，并且结合历史的不断累积知识，其中在泰国东北部就有著名的执业医师Barpasang，泰文名ปรัชภศร ปุริโสตะโย，民间相传她就是Jivaka Kaumara-Bhrtya传人，至今Barpasang依然在泰国东北部做民间医生，研制泰国草药，救助穷人。值得一提的是Barpasang拥有一个令女性身材婀娜多姿的草药配方，据说得到很多泰国女性的追捧。
到目前为止泰国地广人稀，尤其是东北西北部的广阔高原和山脉，提供了无数没有任何污染的全天然奇花异草，非常适合世界人民的需要。因此到现在泰国草药确实已经在世界上获得了认可。

## 现況與發展
中国由于现代社会的飞速发展，导致了中药界出现了很多问题，比如掺假就是一个很严重的问题，有些高档中药不但是使用过量激素增产，甚至于先提取有效成分再次销售的问题存在。所以目前许多人的眼光已经看到了与中国交往频繁的泰国。
在泰国，至今依然有保护草药法律。
这些政府部门在防止这一灿烂的古文化的流逝，由于现代都市人的快节奏生活，很多人选择了效果快服用方便的西药，但是依然有很多人选择效果慢，副作用不明的草药。
在泰国佛历2553年6月21日，泰国政府投资80亿泰株成立了泰国传统草药研究所    联合泰国众多大学，零费用帮助任何组织机构和个人了解泰国草药知识，鉴定并且提议。
今天泰国政府不但引导人民继续使用天然的泰国草药，还大力向全世界推广泰国草药